# Jean Brun
Jean Brun, född 1919, död 17 mars 1994 i Paris, var en fransk filosof.
Brun var specialist på Aristoteles och grekisk filosofi, men skrev också mycket om Kierkegaard och kristen filosofi. Han var känd som en kristen och konservativ tänkare och skrev bland annat i tidskriften Catholica. Han avvisade många aspekter av det moderna livet. Han var professor vid Université de Bourgogne i Dijon mellan 1961 och 1986.